# Copa de la NFL
La Copa de la NFL (NFL Cup) fou una competició futbolística per eliminatòries de Sud-àfrica organitzada per la National Football League. Era coneguda com a Castle Cup pel patrocini de l'empresa Castle Breweries. S'organitzà entre in 1959 i 1977 i només hi participaven clubs de raça blanca.

## Historial
Font:
| Any  | Campió            | Finalista             |
| ---- | ----------------- | --------------------- |
| 1959 | Rangers           | Germiston Callies     |
| 1960 | Durban City       | Johannesburg Ramblers |
| 1961 | Highlands Park    | Durban City           |
| 1962 | Durban City       | Johannesburg Ramblers |
| 1963 | Addington         | Southern Suburbs      |
| 1964 | Durban City       | Jewish Guild          |
| 1965 | Highlands Park    | Arcadia United        |
| 1966 | Highlands Park    | Arcadia United        |
| 1967 | Highlands Park    | Rangers               |
| 1968 | Durban City       | Highlands Park        |
| 1969 | Maritzburg        | Cape Town City        |
| 1970 | Cape Town City    | Highlands Park        |
| 1971 | Cape Town City    | Durban City           |
| 1972 | Durban United     | Durban City           |
| 1973 | Highlands Park    | Florida Albion        |
| 1974 | Arcadia Shepherds | Highlands Park        |
| 1975 | Highlands Park    | Arcadia Shepherds     |
| 1976 | Cape Town City    | Hellenic              |
| 1977 | Lusitano          | Durban United         |